# Мотте, Шарль
Шарль Этьен Пьер Мотте (2 ноября 1784, Париж, Сен-Жермен-де-Пре — 5 декабря 1836[…], бывший 1 район Парижа) — литограф и издатель книг на французском языке.

## биография
Сын Пьера Мартина Мотте и Урсулы Дюруп. 7 мая 1811 года женился на Марие Матье в церкви Сен-Франсуа-Ксавьер.
31 октября 1817 года Шарль Мотте получил патент, позволяющий ему заниматься профессией печатника-литографа. Он был одним из первых, получивших такой патент, который был введён в том же 1817 году.
Тяга к мрачному, макабрическому, и интерес к теме краткости жизни, характерной для романтизма, побудили его создать серию литографий по гравюрам эпохи Возрождения таких авторов, как Ханс Бальдунг («Девушка и смерть»).
Иллюстрировал заголовки либеральной ежедневной газеты «Le Miroir des spectacles, des lettres, des mœurs et des arts», в которой использовались множество его литографии (февраль 1821 — июнь 1823).
В 1827 году убедил молодого Эжена Делакруа проиллюстрировать первое французское издание «Фауста» Гёте; сам Мотте отвечал за литографию листов и раскрашивание их акварелью.
Выпускал литографии рисунков Жан-Батиста Мозеса (1784—1844) (портреты Жан-Жака Руссо, Наполеона и т. д.), Жана Виктора Адама («Пришествие империи»), Людвига Руллманна (портреты Морица Оранского и Морица Саксонского), Ипполита Белланже («Вход французов в Милан»), Ашиля Девериа (1800—1857), Эдмона Савуа («Вид на Сомюр в 1836 году»), Анри Монье и др.
Шарль Мотте является отчимом Ашиля Девериа (который женился на его дочери Селесте) и дедушкой египтолога Шарль-Теодюля Девериа и синолога Жан-Габриэля Девериа.
Шарль Мотте обучил литографии миссионера Лорана Эмбера, который привёз это искусство в Китай. Литографическая мастерская Мотте участвовала в печати «Египетской грамматики» Шампольона, но сам Шарль Мотте умер в Париже 5 декабря 1836 года, вскоре после выхода первой части.
Селеста Девериа унаследовала дело своего отца, и 14 декабря 1837 года получила патент на литографирование.

## Галерея

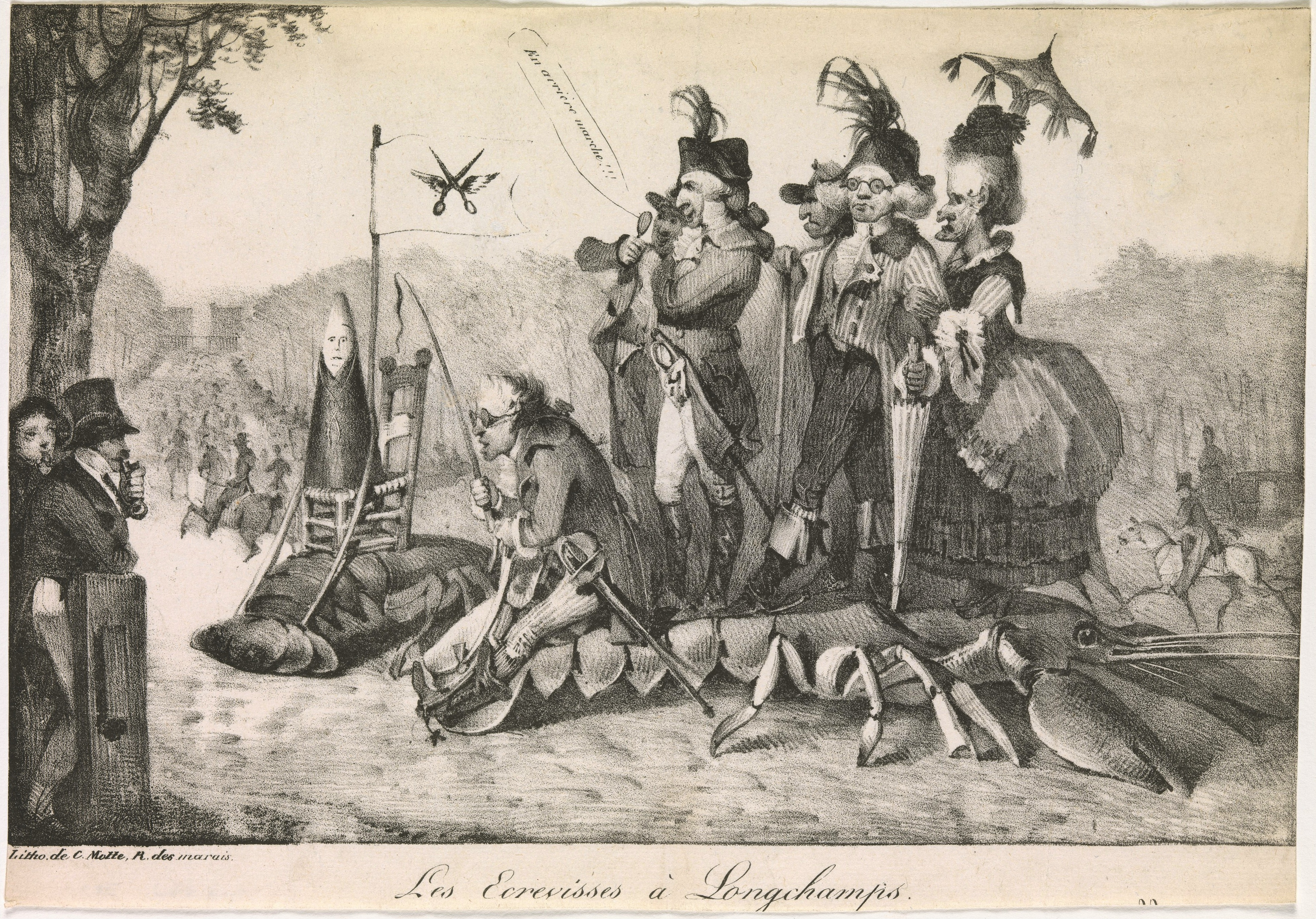
Раки в Лоншаме, литографская карикатура по рисунку Эжена Делакруа [?], высмеивающая цензуру роялистов (Le Miroir, 4 апреля 1822 года. Нью-Йорк, Музей Метрополитен).
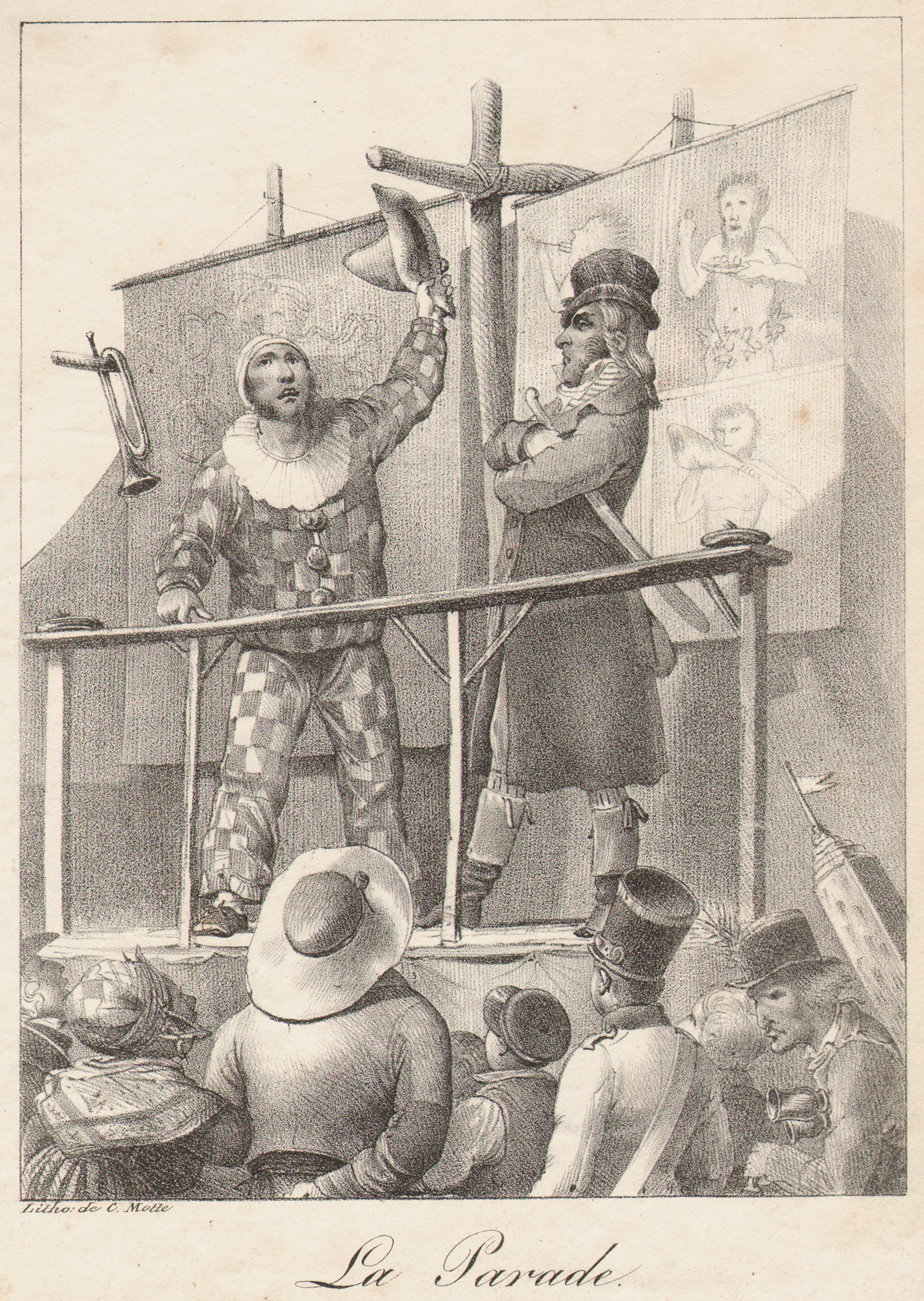
Балаганное представление, литография. 1820-е
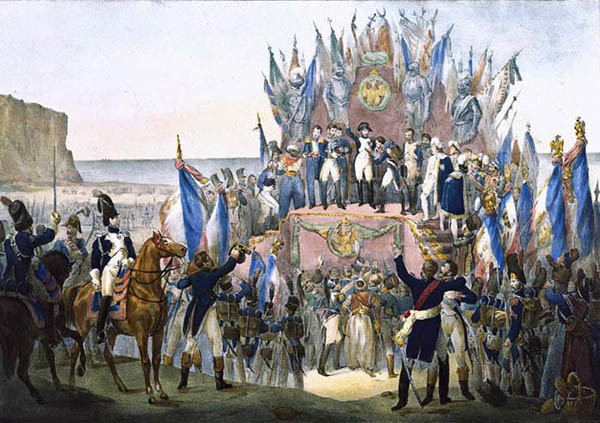
Наполеон вручает орден Почётного легиона в Булонском лагере 16 августа 1804 года. Литография по картине Жана Виктора Адама, прим. 1830 год
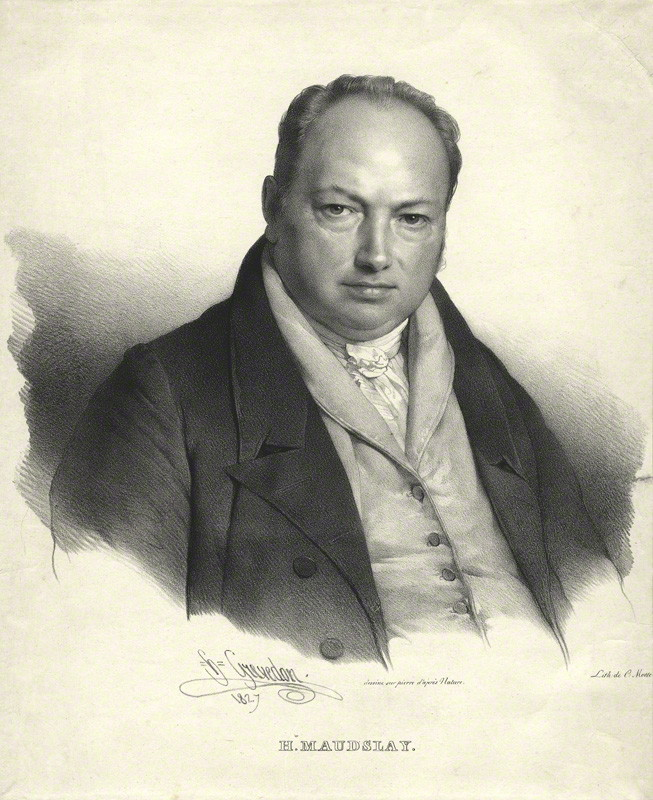
Портрет английского инженера Генри Модсли (1771-1831). Литография по рисунку Анри Греведона. 1827

## Публикации
- Contemporains étrangers ou,Recueil iconographique des étrangers les plus…, de  Jean-Baptiste Mauzaisse, Henri Grévedon, J.P. Quénot, Charles Motte, Charles Étienne Pierre Motte, 1826, 66 p.
- Goethe, de Jean-Baptiste Mauzaisse, Ch. Ét. Pierre Motte.